# Rimlas
Rimlas ist ein Gemeindeteil der Stadt Bad Berneck im Fichtelgebirge im Landkreis Bayreuth (Oberfranken, Bayern). Die Gemarkung Rimlas hat eine Fläche von 7,185 km². Sie ist in 458 Flurstücke aufgeteilt, die eine durchschnittliche Fläche von 15687,24 m² haben. In ihr liegen neben dem namensgebenden Ort die Gemeindeteile Gothendorf, Hohenknoden, Köslar und Micheldorf.

## Geografie
Der Weiler liegt am Rimlasgrundbach am Fuße des Rabenbergs (579 m ü. NHN), einer Erhebung des Fichtelgebirges. Im Süden befindet sich ein Steinbruch, in dem Diabas abgebaut wird. Eine Gemeindeverbindungsstraße führt zur Kreisstraße BT 18 (1 km östlich) bzw. nach Gothendorf (1 km nördlich). Eine weitere Gemeindeverbindungsstraße führt nach Bad Berneck zur Bundesstraße 303 (2 km südlich).

## Geschichte
Rimlas gehörte zur Grundausstattung des Klosters Himmelkron und wurde in diesem Zusammenhang im Jahr 1280 erstmals urkundlich erwähnt.
Gegen Ende des 18. Jahrhunderts bestand Rimlas aus 4 Anwesen. Die Hochgerichtsbarkeit stand dem bayreuthischen Stadtvogteiamt Berneck zu. Die Dorf- und Gemeindeherrschaft sowie die Grundherrschaft über die vier Halbhöfe hatte das Stiftskastenamt Himmelkron.
Von 1797 bis 1810 unterstand Rimlas dem Justiz- und Kammeramt Gefrees. Nachdem im Jahr 1810 das Königreich Bayern das Fürstentum Bayreuth käuflich erworben hatte, wurde der Ort bayerisch. Infolge des Ersten Gemeindeedikts wurde Rimlas dem 1812 gebildeten Steuerdistrikt Berneck zugewiesen. Zugleich entstand die Ruralgemeinde Rimlas. Sie war in Verwaltung und Gerichtsbarkeit dem Landgericht Gefrees zugeordnet und in der Finanzverwaltung dem Rentamt Gefrees. Mit dem Zweiten Gemeindeedikt (1818) wurden die Gemeinden Gothendorf, Hohenknoden, Köslar und Micheldorf eingegliedert. 1840 wurde die Gemeinde Rimlas an das Landgericht Berneck und an das Rentamt Marktschorgast überwiesen (1919 in Finanzamt Marktschorgast umbenannt). Ab 1862 gehörte Rimlas zum Bezirksamt Berneck. Die Gerichtsbarkeit blieb beim Landgericht Berneck (1879 in Amtsgericht Berneck umgewandelt). 1929 wurde die Gemeinde schließlich an das Bezirksamt Bayreuth (1939 in Landkreis Bayreuth umbenannt) und das Finanzamt Bayreuth abgegeben. 1964 hatte die Gemeinde eine Gebietsfläche von 7,114 km². Im Zuge der Gebietsreform in Bayern wurde die Gemeinde Rimlas am 1. Januar 1978 in Bad Berneck im Fichtelgebirge eingegliedert.

### Einwohnerentwicklung
Gemeinde Rimlas
| Jahr      | 1818  | 1840   | 1852   | 1855   | 1861   | 1867   | 1871   | 1875   | 1880   | 1885   | 1890   | 1895   | 1900   | 1905   | 1910   | 1919   | 1925   | 1933   | 1939   | 1946   | 1950   | 1952   | 1961  | 1970   |
| Einwohner | 231   | 243    | 285    | 274    | 276    | 282    | 266    | 278    | 277    | 272    | 258    | 245    | 228    | 203    | 213    | 199    | 212    | 192    | 174    | 244    | 268    | 261    | 210   | 172    |
| Häuser    | 25    |        |        |        |        |        | 31     |        |        | 32     | 33     |        | 32     |        |        |        | 29     |        |        |        | 32     |        | 36    |        |
| Quelle    | [ 8 ] | [ 13 ] | [ 13 ] | [ 13 ] | [ 14 ] | [ 15 ] | [ 16 ] | [ 17 ] | [ 18 ] | [ 19 ] | [ 20 ] | [ 13 ] | [ 21 ] | [ 13 ] | [ 22 ] | [ 13 ] | [ 23 ] | [ 24 ] | [ 24 ] | [ 24 ] | [ 25 ] | [ 24 ] | [ 9 ] | [ 26 ] |

Ort Rimlas
| Jahr      | 001818 | 001819 | 001861 | 001871 | 001885 | 001900 | 001925 | 001950 | 001961 | 001970 | 001987 |
| Einwohner | 46     | 40     | 50     | 48     | 36     | 43     | 29     | 24     | 25     | 20     | 27     |
| Häuser    | 4      |        |        |        | 4      | 4      | 4      | 4      | 5      |        | 5      |
| Quelle    | [ 8 ]  | [ 27 ] | [ 14 ] | [ 16 ] | [ 19 ] | [ 21 ] | [ 23 ] | [ 25 ] | [ 9 ]  | [ 26 ] | [ 1 ]  |

## Religion
Rimlas ist seit der Reformation evangelisch-lutherisch geprägt und bis heute nach (Bad) Berneck gepfarrt.